# Prva Velika loža Engleske
Velika loža Engleske (engl. Grand Lodge of England) bila je slobodnozidarska velika loža u Engleskoj, osnovana 1717. godine pod nazivom Velika loža Londona i Westminstera (Grand Lodge of London and Westminster). Postojala je do 1813., kada se ujedinila s Drevnom velikom ložom Engleske i stvorila Ujedinjenu veliku ložu Engleske.
Osnovna načela Velike lože Engleske bila su nadahnuta prosvjetiteljskim idealima tolerancije i univerzalnog razumijevanja, kao i znanstvenom revolucijom 17. stoljeća.
Budući da je ovo bila prva uspostavljena velika loža, suvremenici je danas nazivaju Prva Velika loža Engleske (Premier Grand Lodge of England) kako bi se razlikovala od Drevne velike lože Engleske i Velike lože cijele Engleske. Također, ova velika loža se navodi pod nadimkom "Moderni" (Moderns).

## Povijest

### Osnivanje
Velika loža osnovana je ubrzo nakon što je Đuro I., prvi kralj Kraljevstva Velike Britanije iz Hanoverske dinastije, stupio na prijestolje 1. kolovoza 1714. godine, čime je završio prvi jakobitski ustanak 1715.
Službeno, Velika loža Engleske osnovana je u Londonu na blagdan sv. Ivana Krstitelja, 24. lipnja 1717. godine, kada su se četiri postojeće lože okupile u privnici "Goose and Gridiron" u dvorištu crkve sv. Pavla u Londonu i zajednički ustrojile veliku ložu. Te četiri lože prethodno su se sastale 1716. godine u gostionici "Apple-Tree", gdje su izabrale najstarijeg zidarskog majstora (tadašnjeg starješinu lože) za predsjedatelja te se u skladu s pravilima privremeno konstituirale kao Velika loža. Na tom sastanku donesena je odluka o održavanju godišnje skupštine i svečane gozbe, kao i o izboru velikog meštra među članovima, što je i provedeno sljedeće godine.
Sve četiri lože bile su imenovane prema gostionicama u kojima su se redovito sastajale: Pivnica kod guske i roštilja (Goose and Gridiron Ale-house) u dvorištu crkve sv. Pavla u Londonu, Pivnica kod krune (Crown Ale-house) u Parker's Laneu, blizu Drury Lanea u Londonu, Gostionica kod jabuke (Apple-Tree Tavern) u Charles Streetu, Covent Garden u Londonu, te Gostionica kod kaleža i grožđa (Rummer and Grapes Tavern) u Channel Rowu u Westminsteru. Dok su tri londonske lože uglavnom bile operativne, loža u gostionici "Rummer and Grapes", smještenoj blizu Westminsterske palače, činila je prvenstveno skupinu prihvaćenih i spekulativnih zidara, sastavljenu od ugledne gospode.
O prvom velikom meštru, Anthonyju Sayeru, malo je poznato, ali njegov nasljednik, George Payne, postigao je položaj tajnika Porezne komisije. Payne je dvaput obnašao dužnost velikog meštra, 1718. i 1720. Tijekom 1719. godine tu je ulogu preuzeo John Theophilus Desaguliers, znanstvenik, svećenik i učenik Isaaca Newtona. Nakon toga, svaki veliki meštar bio je član plemstva, iako se u ranim godinama vjerojatno radilo o figurativnim ulogama. Cilj je bio podići ugled društva u javnosti, što se pokazalo uspješnim.
Do 1725. godine, uz londonske lože, zapisnici Velike lože bilježe i lože u Bathu, Bristolu, Norwichu, Chichesteru, Chesteru, Readingu, Gosportu, Carmarthenu, Salfordu i Warwicku, kao i prve pokrajinske velike lože u Cheshireu i Južnom Walesu. Velika loža počela je nadilaziti okvire Londona.

### Konstitucije slobodnih zidara
George Payne preuzeo je na sebe zadatak sastavljanja Općih propisa slobodnih zidara, koji su svečano predstavljeni prilikom njegova drugog imenovanja za velikog majstora 1720. godine. Razdoblje od 1717. do 1721. slabo je dokumentirano zbog nedostatka zapisnika i pisanih materijala, no tijekom tog vremena James Anderson ili je dobio zadatak ili samoinicijativno preuzeo pisanje Konstitucija slobodnih zidara, djela koje je "sadržavalo povijest, dužnosti i propise tog najdrevnijeg i najčasnijeg bratstva", namijenjeno korištenju u ložama.
Prema Andersonu, dobio je nalog da preradi stare gotičke konstitucije slobodnog zidarstva. Knjiga je podnesena na odobrenje Velikoj loži te je, po nalogu velikog majstor, objavljena 1723. godine, s dodatkom metode ustrojavanja nove lože koju je uveo prethodni veliki majstor. Uvodno poglavlje sadržavalo je posvetu Johna Montagua, II. vojvode od Montagua, koju je napisao Desaguliers, nakon čega je slijedio opsežan "Povijesni" uvod, koji je pratio razvoj slobodnog zidarstva sve do biblijskih vremena. Knjiga je također uključivala šest "Dužnosti", proširenu verziju Payneovih "Općih propisa", metodu velikog majstora Whartona za osnivanje nove lože te niz slobodnozidarskih "Pjesama".
Po prvi put, cjelokupna slobodnozidarska struktura, osim samog obreda, postala je dostupna u tiskanom obliku. Anderson nije primio nikakvu naknadu od izdanja koja su se počela pojavljivati tijekom 1730-ih, što je možda bio razlog zašto je 1738. objavio revidirano izdanje.

### Širenje i sukobi
Nova Velika loža očito nije odmah privukla starije ivanovske ili neovisne lože, koje su već imale brojne zamjerke na njezinu organizaciju. Njihova je tradicija bila označavati prostor lože crtežima s kredom, koji bi se nakon sastanka uklanjali pomoću kante s vodom i brisača. No, ta se praksa postupno počela mijenjati – umjesto krede, počela se koristiti traka i tanka metalna slova. O tome svjedoči oglas u jednom londonskom listu iz 1726. godine, koji je najavljivao predavanje o "predpotopnom zidarstvu", kritizirajući novotarije koje su uveli "Doktor i neki drugi Moderni" poput trake, pomičnih slova, sjajnih zvijezda i sličnih inovacija – sve to, kako je oglas tvrdio, "na veliku sramotu kante i brisača".
U drugoj četvrtini 18. stoljeća londonska je organizacija procvjetala i učvrstila se kao Velika loža Engleske. No, brzina širenja donijela je i probleme – neke novoosnovane lože raspale su se već u prvoj godini postojanja. Pojavila se i skupina nezadovoljnih bivših slobodnih zidara koji su objavljivali razotkrivajuće spise o slobodnozidarskim praksama. Najpoznatiji takav rad bio je Raskrinkana masonerija koju je 1730. godine objavio Samuel Pritchard. Ovo je djelo sadržavalo prepoznatljive prikaze svih triju stupnjeva, zajedno s tajnama koje su, navodno, jamčile pristup loži. Kao odgovor, Velika loža uvela je promjene u ritualima i lozinkama, no time je došla u nesklad s novim velikim ložama u Irskoj i Škotskoj, Velikom ložom Irske i Velikom ložom Škotske. Taj raskorak dodatno je produbio jaz između relativno mlade Velike lože i brojnih neovisnih loža širom zemlje, koje su sa sumnjom gledale na bilo kakvo odstupanje od "drevnih međaša" slobodnog zidarstva.
Kada je 1721. godine Velika loža uspjela osigurati da njihov prvi plemićki veliki majstor postane John Montagu, 2. vojvoda od Montagua, organizirana je svečana parada prilikom njegova imenovanja. Taj događaj postao je godišnja tradicija, a kasnije su se procesije održavale u svečanim kočijama. Svaki ugledni novoprimljeni član Velike lože bio je javno istaknut u tiskanim objavama, što je pridonijelo dojmu elitizma i izazvalo podsmijeh u javnosti. Godišnje procesije postupno su postale predmet ismijavanja, a tijekom 1740-ih pojavila se čak i parodijska skupina nazvana "Sprženi jadni zidari" (Scald Miserable Masons), koja je pratila masonske povorke, rugajući im se. To je postalo toliko neugodno da je 1747. godine Velika loža donijela odluku o zabrani masonskih procesija.

### Konkurencija velika loža: "Moderni" i "Drevni"
Godine 1751. skupina neovisnih loža, čiji su članovi uglavnom bili Irci, osnovala je Veliki odbor koji će kasnije postati Velika loža najstarijeg i najčasnijeg bratstva slobodnih i prihvaćenih zidara, danas poznato pod nadimkom "Drevni" (Antients). Ovo društvo, koje se držalo onoga što je smatralo drevnim i autentičnijim obredom u odnosu na Veliku ložu Engleske, ubrzano je raslo pod utjecajem Laurencea Dermotta, koji je bio veliki tajnik od 1752. do 1771. godine, a kasnije povremeno i zamjenik velikog majstora. "Drevni" su također rano stekli priznanje velikih loža Irske i Škotske, što im je dodatno dalo na značaju.
Dermott je za svoju Veliku ložu napisao Knjigu konstitucija, koju je nazvao Ahiman Rezon. Prvo izdanje iz 1756. izražavalo je želju za pomirenjem s Velikom ložom Engleske, no drugo izdanje iz 1764. otvoreno je napadalo njihove "neustavne gluposti". Prva Velika loža Engleske već je tada bila poznata pod nadimkom "Moderni", a Dermott se pobrinuo da taj naziv ostane u upotrebi, dok se njegova velika loža povijesno učvrstila kao "Drevni". S kasnijim izdanjima knjige, njegovi napadi na Veliku ložu Engleske postajali su sve žešći, a njegovo duhovito i sarkastično pisanje osiguralo je veliku popularnost Ahiman Rezona.
Također 1764. godine, loža škotskih slobodnih zidara iz Edinburgha, koja se pridružila "Drevnima" godinu dana ranije, prešla je na stranu "Modernih". Ti su slobodni zidari imali ključnu ulogu u osnivanju prvog Velikog kapitela Kraljevskog luka, a među njima se nalazio i William Preston, koji će u sljedećem desetljeću postati ugledni pisac i predavač o slobodnom zidarstvu. Uspjeh njegovih predavanja i knjige Ilustracije slobodnog zidarstva u 1770-ima doveo je do njegovog imenovanja za pomoćnika velikog tajnika i izbora za starješinu Lože "Antika", jedne od četiri izvorne lože. Kao pomoćnik velikog tajnika, Preston je koristio svoju poziciju za dopisivanje s Velikom ložom Škotske, pokušavajući osporiti legitimnost "Drevnih" i narušiti njihove veze sa Škotima. No, taj je pokušaj propao i dodatno pogoršao odnose između dviju londonskih Velikih loža. Istodobno, njegov agresivni način vođenja doveo je do nezadovoljstva među starijim članovima Lože "Antika", a također je došao u sukob s velikim tajnikom Heseltineom.
Vrhunac sukoba dogodio se kada je Preston, zajedno s nekolicinom članova, jedne nedjelje nakon mise prošetao gradom u slobodnozidarskoj odori. Njegovi protivnici iskoristili su taj događaj kako bi ga prikazali kao nedopuštenu masonsku procesiju. Preston se nije pokajao, već se pozvao na status Lože "Antika" kao "lože od pamtivijeka", no unatoč tome bio je izbačen iz lože. Povukao je sa sobom polovicu članova te se pridružio Velikoj loži cijele Engleske u Yorku, gdje su od 1779. do 1789. djelovali kao Velika loža cijele Engleske južno od rijeke Trent.
Iako je novi Veliki kapitel Kraljevskog luka formalno osnovan pod vodstvom velikog majstora, lorda Blayneyja, veliki tajnik Heseltine nastavio je uvjeravati pokrajinske velike lože da Kraljevski luk nije dio regularnog slobodnog zidarstva – unatoč tome što je sam bio jedan od njegovih osnivača. Istodobno, Thomas Dunckerley, veliki nadzornik novog Velikog kapitela, bio je vrlo uspješan u širenju Kraljevskog luka, Znaka i templarskog slobodnog zidarstva u južnim pokrajinama Velike lože Engleske. Također je pomogao Heseltineu i Prestonu u inicijativi da se lože postupno premjeste iz gostionica u posebno izgrađene prostore. Međutim, službeni stav Velike lože Engleske prema Kraljevskom luku ostao je neprijateljski, što je predstavljalo prepreku kada su se, u sljedećem stoljeću, dvije velike lože počele kretati prema ujedinjenju.

### Ujedinjenje s "Drevnima"
Odnosi između dviju glavnih velikih loža u Engleskoj počeli su se poboljšavati tijekom 1790-ih. Teško je ne povezati taj razvoj s smrću Laurencea Dermotta 1791. godine i postupnim uklanjanjem njegovih oštrih kritika iz Ahiman Rezona, no i drugi su čimbenici tome pridonijeli. John Murray, IV. vojvoda od Atholla, postao je veliki majstor "Drevnih", dok je Francis Rawdon-Hastings, grof od Moire, preuzeo ulogu zastupnika velikog majstora Velike lože Engleske (službeni veliki majstor bio je princ od Walesa). Za razliku od mnogih prethodnih plemićkih figura na tim pozicijama, ni Atholl ni Moira nisu željeli biti samo simbolični upravitelji. Godine 1799. morali su djelovati skupa, uz potporu predstavnika Velike lože Škotske, kako bi zaštitili slobodno zidarstvo od zabrane. Strah od Napoleonovih špijuna potaknuo je donošenje Zakona o nezakonitim društvima, koji je zabranjivao sve organizacije čiji su članovi bili vezani tajnim prisegama. No, zajedničkim naporima triju velikih loža, britanska vlada napravila je iznimku za masonske lože, omogućivši im nastavak djelovanja.
Ipak, napredak prema ujedinjenju ostao je spor sve do 1809. godine, kada je Velika loža Engleske osnovali Ložu "Proglašenje" (Lodge of Promulgation), s ciljem vraćanja svojih rituala u sklad s "Drevnima", kao i sa škotskim i irskim ložama. Jedna od ključnih odluka bila je potvrda da ceremonija postavljanja novog starješine lože pripada obredu "Drevnih". Kako bi proveli ovu reformu, Velika loža Engleske je u prosincu 1810. i siječnju 1811. obvezali svoje nepostavljanje starješine loža, kao i starješine londonskih loža, da ponovno prođu kroz ovaj ritual. Te iste 1811. godine, Velika loža Engleske službeno je obavijestila "Drevne" da su odlučili vratiti se starijem obredu, čime je započeo formalni proces ujedinjenja. 
Na kraju 1812. godine, grof od Moire podnio je ostavku kako bi preuzeo dužnost guvernera Britanske Indije, a vojvoda od Sussexa, šesti sin kralja Đure III., postao je veliki majstor Velike lože Engleske nakon što se njegov stariji brat, princ od Walesa, povukao s te funkcije. Dana 1. prosinca 1813. vojvoda od Atholla odstupio je s čela "Drevnih", a njegovu je poziciju preuzeo vojvoda od Kenta, stariji brat vojvode od Sussexa i otac buduće kraljice Viktorije. Vojvoda od Kenta već je prethodno uspio ujediniti "Moderne" i "Drevne" u Kanadi, gdje je jednostavno spojio "Moderne" s najbližim ložama "Drevnih", de facto ih ukinuvši.
Konačno, na blagdan svetog Ivana Evanđelista, 27. prosinca 1813. godine, dvije su engleske velike lože formalno postale jedno tijelo – Ujedinjena velika loža Engleske, s vojvodom od Sussexa kao velikim majstorom.

## Ustroj

### Lože
Struktura Velika loža Engleske uključivala je pokrajinske velike lože, upravno tijelo srednje razine koje povezuje masonske lože na području pokrajine, kako u Britaniji tako i u prekomorskim područjima, odnosno kolonijama. Poznate prekomorske pokrajinske velike lože bile su:
- Pokrajinska velika loža Hamburga i Donje Saske (Provincial Grand Lodge of Hamburg and Lower Saxony) – nadležna za slobodni carski grad Hamburg i područje koje približo odgovara današnjoj Donjoj Saski; od 1811. uspostavljena je Velika loža Hamburga.
- Pokrajinska velika loža "Coxe" Pennsylvanije, New Jerseyja i New Yorka ("Coxe" Provincial Grand Lodge of Pennsylvania, New Jersey, & New York) – osnovana 1730.; nadležna za američke kolonije Pennsylvanije, New Jerseyja i New Yorka; nakon neovisnosti 1776. formirane su Velika loža Pennsylvanije (1786.), Velika loža New Jerseyja (1786.) te Velika loža Države New York (1787.)
- Pokrajinska velika loža Nove Engleske (Provincial Grand Lodge of New England) – osnovana 1733.; nadležna za područje koje približo odgovara današnjoj Novoj Engleskoj; nakon neovisnosti formirana je Velika loža Massachusettsa (1792.)
- Pokrajinska velika loža Južne Karoline (Provincial Grand Lodge of South Carolina) – osnovana 1736.; nadležna za američku koloniju Južne Karoline; nakon neovisnosti formirana je Velika loža Južne Karoline (1788.)
- Pokrajinska velika loža New Yorka (Provincial Grand Lodge of New York) – osnovana 1738.; nadležna za američku koloniju New Yorka; nakon neovisnosti 1776. formirana je Velika loža Države New York (1787.)
- Pokrajinska velika loža Sjeverne Karoline (Provincial Grand Lodge of North Carolina) – osnovana 1771.; nadležna za američku koloniju Sjeverne Karoline; nakon neovisnosti formirana je Velika loža Sjeverne Karoline (1787.)

### Uprava
Velikom ložom Engleske upravljao je veliki majstor (eng. Grand Master) koji se birao na jednogodišnje razdoblje. Veliki majstori bili su:
1. Anthony Sayer (1717.)
2. George Payne (1718.)
3. John Theophilus Desaguliers (1719.)
4. George Payne (1720.)
5. John Montagu, II. vojvoda od Montagua (1721. – 1723.)
6. Philip Wharton, I. vojvoda od Whartona (1723.)
7. Francis Scott, grof od Dalkeitha (1723. – 1724.)
8. Charles Lennox, II. vojvoda od Richmonda (1724.)
9. James Hamilton, lord Paisley (1725.)
10. William O'Brian, IV. grof od Inchiquina (1726.)
11. Henry Hare, lord Colerane (1727.)
12. James King, IV. barun Kingston (1728.)
13. Thomas Howard, VIII. vojvoda od Norfolka (1730.)
14. Thomas Coke, lord Lovell (1731.)
15. Anthony Browne, VI. vikont Montagu (1732.)
16. James Lyon, VII. grof od Strathmorea i Kinghornea (1733.)
17. John Lindsay, XX. grof od Crawforda (1734.)
18. Thomas Thynne, lord Weymouth (1735.)
19. John Campbell, IV. grof od Loudouna (1736.)
20. Edward Bligh, II. grof od Darnleya (1737.)
21. Henry Brydges, markiz od Carnarvona (1738.)
22. Robert Raymond, II. barun Raymond (1739.)
23. John Keith, III. grof od Kintorea (1740.)[e]
24. James Douglas, XIV. grof od Mortona (1741.)[f]
25. John Ward, lord Ward (1742. – 1744.)
26. James Cranstoun, VI. lord Cranstoun (1745. – 1747.)
27. William Byron, V. barun Byron (1747. – 1752.)
28. John Proby, lord Carysfort (1752. – 1753.)
29. James Brydges, markiz od Carnarvona (1754. – 1757.) – sin 21. velikog majstora
30. Sholto Douglas, lord Aberdour (1757. – 1762.)[g] – sin 24. velikog majstora
31. Washington Shirley, V. grof Ferrers (1762. – 1764.)
32. Cadwallader Blayney, IX. barun Blayney (1764. – 1767.)
33. Henry Somerset, V. vojvoda od Beauforta (1767. – 1772.)
34. Robert Petre, lord Petre (1772. – 1777.)
35. George Montagu, IV. vojvoda od Manchestera (1777. – 1782.)
36. princ Henry, vojvoda od Cumberlanda i Strathearna[h] (1782. – 1790.)
37. Francis Rawdon-Hastings, grof od Moire  (v.d., 1790. – 1812.)
38. princ Đuro od Walesa[i] (1792. – 1812.)[j]
39. princ Augustus Frederick, vojvoda od Sussexa[i] (1813.)